# Гверчо-Карпионе (Ла Специја)
Гверчо-Карпионе је насеље у Италији у округу Ла Специја, региону Лигурија.
Према процени из 2011. у насељу је живело 54 становника. Насеље се налази на надморској висини од 32 м.